# سیلن روپستریس
سیلن روپستریس (نام علمی: Silene rupestris) نام یک گونه از سرده قلیانک است.